# 李英明
李英明，中華民國（台灣）政治人物，曾任雲林縣工業會理事長，後代表中國國民黨在工業團體當選為第一屆第四次增額立法委員。